# Чий е този живот все пак
„Чий е този живот все пак“ (на английски: Whose Life Is It Anyway?) е американски филм от 1981 година.
Направен е по едноименната пиеса на Брайън Кларк, която през 1978 г. получава наградата „Лорънс Оливие“. В главната роля участва Ричард Драйфус. Той е Кен Харисън, млад скулптор с бъдеще. Нещастен случай променя живота му драстично. Той претърпява автомобилна катастрофа, която го оставя парализиран от врата надолу, няма контрол над тялото си и единствената незасегната част е главата му и той може да разсъждава рационално и говори разумно. Осъзнавайки, че никога повече няма да може да използва ръцете си за да твори и че винаги ще се нуждае от някой, който да се грижи за него, той взима решение да сложи край на живота си, но тъй като парализата не му позволява да извърши самоубийство, той започва борба в съда за правото си на избор между живота и смъртта. Надарен с изключителен интелект, остроумие и талант, той успява да спечели делото.